# (2111) Tselina
(2111) Tselina (1969 LG; 1928 RS; 1928 SO; 1951 AR1; 1968 HB1; 1975 RE; 1976 YF) ist ein Asteroid des äußeren Hauptgürtels, der zur Eos-Familie gehört und am 13. Juni 1969 von Tamara Michailowna Smirnowa am Krim-Observatorium entdeckt wurde.

## Benennung
Der Asteroid wurde am 25. Jahrestag der Virgin Lands Campaign (sowjetisches Agrarprogramm) nach ebendiesem benannt.